# Das ehrfürchtige Rudern hin zu Gott
Das ehrfürchtige Rudern hin zu Gott (englischer Originaltitel The Awful Rowing Toward God) ist ein Gedichtband der US-amerikanischen Schriftstellerin Anne Sexton. Er erschien im März 1975 postum im Verlag Houghton Mifflin und in deutscher Übersetzung erstmals 1998 im Verlag S. Fischer.

## Hintergrund
Das ehrfürchtige Rudern hin zu Gott ist dem Dichterkollegen James Wright und dem Mönch Dennis Farrell gewidmet, mit dem Anne Sexton in den 1960er Jahren einen intensiven Schriftverkehr unterhielt. Die enthaltenen Gedichte waren zuvor unter anderem in den Magazinen American Poetry Review, Georgia Review, Ms., The New Republic, The Paris Review und The New Yorker publiziert worden. Den Gedichten vorangestellt sind Zitate von Henry David Thoreau, Søren Kierkegaard und William Butler Yeats. Ein Gedicht trägt zudem den Titel eines Traktats von Kierkegaard, The Sickness Unto Death, zu deutsch Die Krankheit zum Tode.
Sexton, Vertreterin der Confessional Poetry, thematisierte auch in diesem Band, dem letzten, den sie persönlich zusammenstellte, intime, biografische Details, darunter Selbstmordversuche und Psychiatrieaufenthalte. Die Gedichte entstanden in einer Phase starker Gemütsschwankungen, begleitet von übermäßigem Alkoholkonsum und wiederholten versuchten Selbsttötungen. Unmittelbar nach Korrektur der Druckfahnen nahm sie sich im Alter von 45 Jahren das Leben.
Während Diana Hume George als Entstehungszeitraum „weniger als drei Wochen“ angibt, nahm in den Worten von Anne Sextons Tochter Linda Gray Sexton die Arbeit an dem Gedichtband ihr ganzes letztes Lebensjahr in Anspruch.
Der Titel des Buchs bezieht sich auf die Suche nach bzw. die ersehnte Begegnung mit Gott. Das erste Gedicht, Rowing (Rudern) schildert das Rudern hin zu Gott, dem sie im letzten Gedicht des Bandes,The Rowing Endeth (Das Rudern endet), schließlich begegnet und das mit einem gemeinsamen, befreiendem Gelächter endet.

## Inhalt
| - Rowing - The Civil War - The Children - Two Hands - The Room of My Life - The Witch’s Life - The Earth Falls Down - Courage - Riding the Elevator Into the Sky - When Man Enters Woman - The Fish That Walked - The Fallen Angels - The Earth - After Auschwitz - The Poet of Ignorance - The Sermon of the Twelve Acknowledgments - The Evil Eye - The Dead Heart - The Play - The Sickness Unto Death | - Locked Doors - The Evil Seekers - The Wall - Is It True? - Welcome Morning - Jesus, the Actor, Plays the Holy Ghost - The God-Monger - What the Bird with the Human Head Knew - The Fire Thief - The Big Heart - Words - Mothers - Doctors - Frenzy - Snow - Small Wire - The Saints Come Marching In - Not So. Not So. - The Rowing Endeth |

## Analyse
Die durchgehend in freien Versen (free verse) verfassten Gedichte teilen sich auf in „positive und hoffnungsvolle“ und solche „über Versagen, Enttäuschung und Frustration“: „Wie eine Ruderbewegung pendeln die Gedichte vor und zurück, von Möglichkeit zu Rückschlag, von Hoffnung zu Enttäuschung“, so R. Baird Shuman in Great American Writers: Twentieth Century. Alle seien im weitesten Sinne religiös: „Es sind Gedichte des Ringens, des Widerstands und des Aufschreiens, aber sie repräsentieren eine Suche nach Gott.“ (Shuman) Ruth Whitman präzisierte: „Der Gott, den sie sucht, ist eindeutig das Symbol für das, was sie selbst nicht ist: Gesundheit, Einssein, das Gegenteil der „Ratte“, die häufig ihre Gedichte heimsuchte.“
Richard Morton ging so weit, Sextons Lyrik als eine der „Erlösung“ und „Bekehrung“ zu deuten, eine Sichtweise, der sich Philip McGowan mit Nachdruck entgegenstellte: Die „schwierige und trostlose Bewegung ihrer Verse“ widerspräche Mortons „eindimensionaler“ Lesart. The Death Notebooks (1974) und Das ehrfürchtige Rudern hin zu Gott zeige Sexton auf einem Gebiet, das die Bedeutung des Wortes Erlösung in Frage stelle. McGowan verneinte im Falle von Sexton auch Wallace Stevens’ Ansicht, dass nach der Abkehr vom Gottesglauben die Poesie eine Position als erlösendes Moment im Leben einnehmen könne, denn die Autorin führe eine Auseinandersetzung sowohl mit den Möglichkeiten der Sprache als auch mit der Möglichkeit eines göttlichen Prinzips.
Diana Hume George deutete Das ehrfürchtige Rudern hin zu Gott in einem feministischen Kontext als „Kapitulation“ vor dem „kleinen Gott einer orthodoxen religiösen Wunschvorstellung“ und damit als die Bereitschaft, sich mit geringeren Forderungen als denen in Sextons früheren Büchern zufriedenzugeben: Die Stimme einer Frau wandle sich zu einem „weiblichen Bittgesuch“.

## Kritiken
Sextons erster nach ihrem Tod erschienener Gedichtband stieß auf ein geteiltes Echo. William Heyen, der schon seit längerem eine nachlassende Energie und Intensität in Sextons Gedichten ausgemacht zu haben glaubte, schrieb in Newsday, das Buch sei „lesbar und oft berührend, aber nicht sehr gut […] es besitzt eine gewisse Unschärfe und Hast.“ In The New Leader bemerkte Pearl K. Bell, das Buch sei „eine traurige Lektüre, nicht nur weil die Gedichte von der Selbstzerstörung durchzogen sind, die deren schreckliches Finale bildete, sondern, so herzzerreißend sie als Schmerzensschreie sein mögen, nicht mehr als Mittelmaß darstellen. […] Ihre Bilder sind abgestanden und flach, ihre Worte nicht gewählt sondern hinausgeschrien […] Das jenseits ihrer qualvollen Ichbezogenheit liegende Böse in der Welt, das sie beklagt, nimmt die Peepshow-Vulgarität eines Horrorfilms an“.
Joyce Carol Oates dagegen bescheinigte den Gedichten eine „grandiose, unvergessliche Kraft“, auch wenn einige darunter „beinahe zu schmerzhaft sind, um sie lesen zu können“. Man könne Sexton „als krank und ihre Lyrik als Ausgeburt einer pathologisch-egozentrischen Einbildungskraft“ abtun oder die „gewagte These“ aufstellen, dass „Dichter wie Sexton, Plath und John Berryman sich mit quälender Genauigkeit den kollektiven (und nicht bloß individuellen) Krankheiten unserer Zeit annahmen“. Ruth Whitman lobte in Harvard Magazine den „Reichtum ihrer Bilder“ und den Erfindungsreichtum ihrer Metaphern, auch wenn manche Gedichte von „Nachlässigkeit und Redundanz“ zeugten.
Der Dichter und Essayist Ben Howard betonte trotz seiner Vorbehalte gegen Sextons Stil ihre bedeutende Stellung in der neuzeitlichen amerikanischen Literatur: „Sie reduziert ihren einst eleganten Stil auf das bloße, grobe Wesentliche. Was man auch von diesen Gedichten halten mag, es wäre unklug, ihre Bedeutung zu unterschätzen. […] sie sind […] ein um eine zertrümmerte Windschutzscheibe verstreutes Scherbenmeer. Angesichts ihrer Radikalität stellt sich die Frage, wo die amerikanische Lyrik in der vergangenen Dekade stand, und wohin sie sich bewegt.“

## Ausgaben
- Anne Sexton: The Awful Rowing Toward God. 86 Seiten, Houghton Mifflin Company, Boston 1975, ISBN 0-395-20366-X (TB), ISBN 0-395-20365-1 (HC)
- Anne Sexton: Buch der Torheit / Das ehrfürchtige Rudern hin zu Gott. Gedichte. Deutsch von Silvia Morawetz. 336 S., S. Fischer, Frankfurt am Main 1998, ISBN 978-3-10-072511-0